# Jigme Khesar Namgyel Wangchuck
Jigme Khesar Namgyel Wangchuck (Kathmandu, 21 de fevereiro de 1980) é o Druk Gyalpo ou "Rei Dragão" do Reino do Butão. Depois que seu pai, Jigme Singye Wangchuck, abdicou do trono em seu favor, ele se tornou o monarca em 9 de dezembro de 2006,  sendo na época o monarca mais jovem do mundo. Uma cerimônia de coroação pública foi realizada em 6 de novembro de 2008, o ano que marcou 100 anos de monarquia no Butão. A abdicação de seu pai em 2006 fez parte de um plano para a democratização do país.

## Nascimento e infância
Khesar é o filho mais velho do quarto rei dragão do Butão, Jigme Singye Wangchuck, e sua terceira esposa, rainha Ashi Tshering Yangdon Wangchuck.  Ele tem uma irmã mais nova, a princesa Ashi Dechen Yangzom, e o irmão, o príncipe Gyaltshab Jigme Dorji, além de quatro meias-irmãs e três meio-irmãos.
Depois de concluir seus estudos secundários na Yangchenphug High School, Khesar estudou no exterior na Phillips Academy Andover, com a turma de 1998, depois foi transferido para a Cushing Academy, onde concluiu o ensino médio. Ele então freqüentou o Wheaton College antes de se formar no Magdalen College, Universidade de Oxford, onde concluiu o Programa de Serviço Exterior e Relações Internacionais. Jigme é também conhecido tradicionalmente como o Quinto "Dragão" da Dinastia Wangchuck.

## Casamento e filhos
Em outubro de 2011, aos 31 anos, casou-se com uma plebeia de 21 anos, a estudante Jetsun Pema, numa cerimônia budista realizada num mosteiro do século XVII. Na cerimônia de casamento do soberano não estiveram presentes chefes de Estado, monarcas ou celebridades estrangeiras.

### Descendência
Jigme Namgyel Wangchuck: em novembro de 2015 o casal anunciou m que esperava a primeira criança, que nasceu em 5 de fevereiro de 2016 como o Príncipe Herdeiro do Butão. Quando do seu nascimento, o rei fez o anúncio em sua página oficial no Facebook, dizendo que ele e sua esposa estavam "cheios de alegria". 
Jigme Ugyen Wangchuck: o segundo filho do rei e de sua esposa nasceu em 19 de março de 2020.
Sonam Yangden Wangchuck: a primeira filha do casal nasceu em 9 de setembro de 2023 e seu nome Sonan é tradicional na família real butanesa, significando mérito, longevidade e boa sorte. 

## Reinado

### Democratização
O jovem rei começou seu reinado, supervisionando a democratização do Butão, presidindo as últimas sessões do parlamento, onde foram discutidas leis eleitorais, reforma agrária e outras questões importantes.  Ele disse que a responsabilidade desta geração de butaneses era garantir o sucesso da democracia. Ele viajou extensivamente para explicar e discutir o Projeto de Constituição do Butão com o povo e incentivar a participação nos próximos exercícios democráticos. Ele continua essas visitas, falando principalmente aos jovens sobre a necessidade de os butaneses buscarem padrões mais altos em educação, negócios, serviço público e a necessidade de pessoas de um país pequeno trabalharem mais do que as dos outros.
Por instruções do rei, os funcionários públicos se reorganizaram em partidos políticos e, em dezembro de 2007, foram realizadas eleições para o Conselho Nacional. Isso foi seguido por eleições gerais em 2008, nas quais dois partidos disputaram cadeiras na Assembleia Nacional. O Druk Pheusum Tshogpa (DPT), liderado por um ex-funcionário público e ex-ministro das Relações Exteriores, Jigme Yoezer Thinley, venceu as eleições. Thinley tornou-se assim o primeiro primeiro ministro do Butão eleito pelo seu povo.
A Constituição foi apresentada e adotada pelo primeiro parlamento do Butão em julho de 2008. Referia-se ao país como uma 'monarquia constitucional democrática', repondo a autoridade do rei como “o chefe de Estado, protetor de todas as religiões, e supremo comandante em chefe das forças armadas e das milícias”. Na Constituição, o rei é o defensor de 'Chhoe-Sid' ou valores religiosos e políticos de paz e prosperidade; ele é o guardião do Estado-nação e permanece no comando do Butão após a transição democrática. A Constituição previa a separação de poderes do Executivo, Legislativo e Judiciário, e proibia a invasão dos poderes institucionais uns dos outros. O monarca mantém o direito moral de reinar através da separação do governo (zhung) do estado (gyalkam). O quinto rei, Druk Gyalpo, se posiciona no comando de Tsa-Wa-Sum (traduzido como "nação, povo e rei"). Um símbolo nacional do poder real butanês é a espada cerimonial "Zakar Besar", empunhada pelo monarca em cerimônias oficiais.

### Diplomacia
O rei Khesar assinou um novo tratado de amizade com a Índia, seu maior parceiro comercial, em fevereiro de 2007, substituindo o tratado de 1949.  Muitas iniciativas governamentais foram empreendidas pelo novo rei com o objetivo de fortalecer o sistema em preparação para as mudanças democráticas em 2008. Khesar iniciou novas relações diplomáticas e o país que tradicionalmente era fechado para o mundo abriu uma nova etapa em sua história. O Brasil foi o primeiro país da América do Sul com o qual o Butão estabeleceu relações diplomáticas, as quais aumentaram com a nomeação de um novo embaixador, um jovem conhecido como Maurmann do Nascimento, de apenas 22 anos.